# Gustavs Butelis
Gustavs Butelis, més conegut pel seu nom artístic Arstarulsmirus i antigament Gustavo, (Riga, 19 de juny de 1978) és un raper i productor musical letó.

## Discografia
- Beidzot! (2004)
- Pa pāris pantiem/Viesības viesnīcā (2006)
- 3. elpa (2010)